# Municipio de London (Minnesota)
El municipio de London (en inglés: London Township) es un municipio ubicado en el condado de Freeborn en el estado estadounidense de Minnesota. En el año 2010 tenía una población de 315 habitantes y una densidad poblacional de 3,37 personas por km².

## Geografía
El municipio de London se encuentra ubicado en las coordenadas 43°32′30″N 93°6′12″O / 43.54167, -93.10333. Según la Oficina del Censo de los Estados Unidos, el municipio tiene una superficie total de 93.5 km², de la cual 93,49 km² corresponden a tierra firme y (0,01 %) 0,01 km² es agua.

## Demografía
Según el censo de 2010, había 315 personas residiendo en el municipio de London. La densidad de población era de 3,37 hab./km². De los 315 habitantes, el municipio de London estaba compuesto por el 99,37 % blancos y el 0,63 % eran de una mezcla de razas. Del total de la población el 0,63 % eran hispanos o latinos de cualquier raza.